# Johann Joseph Beckh
Johann Joseph Beckh (auch Bekkh oder Beek; * 1635 in Straßburg; getauft am 29. März 1635, Straßburg Saint-Thomas; † nach 1692, zuletzt in Kiel) war ein deutscher Schäferdichter, Dramatiker und Dichter geistlicher Lieder der Barockzeit.

## Leben
Wie bei vielen Dichtern des 17. Jahrhunderts sind auch Beckhs Lebensdaten kaum dokumentarisch belegt. Er besuchte ab 1645 das Straßburger protestantische Gymnasium und hörte juristische Vorlesungen an der dortigen Universität, ohne zu einem Abschluss zu gelangen. Doch war es ihm damit möglich, sich bis 1664 als Rechtsberater und Notar durchzuschlagen. Ab 1665 lebte er in Dresden, wo er mit dem Komponisten Adam Krieger befreundet war. In der Umgebung des kunstfreudigen sächsischen Hofes entstand die Mehrzahl seiner dichterischen Werke.
Nicht allein mehrere Theaterstücke, sondern vor allem der große Schäferroman Elbianische Florabella stammt aus dieser Zeit. Es ist unklar, was ihn aus Dresden vertrieb, doch folgen nun einige unstete Jahre, in denen er sich, mit Zwischenstationen in Zerbst und Hamburg, schließlich 1671 in Eckernförde niederließ, wo er zum Stadtschreiber avancierte, 1675 heiratete und ein solides bürgerliches Dasein begann, was aber zugleich auch das Ende seines künstlerischen Schaffens bedeutete. Offenbar lebte er später noch einige Zeit in Kiel, aber nach 1692 ist er nicht mehr nachweisbar.

## Werke (Auswahl)
- 1660: Geistliches Echo. Straßburg (Sammlung geistlicher Lieder)
- 1665: Germania exultans oder das wieder erfreuete Teutschland. Dresden
- 1666: Schauplatz des Gewissens. Dresden
- 1666: Johann Joseph Beckhen...Erneuerte Chariclia (dt. Neufassung nach Caspar Brülow). Dresden
- 1667: Elbianische Florabella, Dresden, Neudruck hrsg. v. Gerhard Dünnhaupt, Stuttgart 1997. ISBN 3-7772-9627-9
- 1668: Die Wieder gefundene Liarta. Dresden
- 1669: Polinte, oder die klägliche Hochzeit. Hamburg
- 1671: Sichtbare Eitelkeit und unsichtbare Herrlichkeit. Hamburg (Sammlung geistlicher Lieder)